# Eupolybothrus werneri
Eupolybothrus werneri är en mångfotingart som först beskrevs av Carl Graf Attems 1902.  Eupolybothrus werneri ingår i släktet Eupolybothrus och familjen stenkrypare. Inga underarter finns listade i Catalogue of Life.